# Prisloppasset
Prisloppasset (rumænsk: Pasul Prislop), er et bjergpas i det nordlige Rumænien, der forbinder de historiske regioner Maramureş og Bukovina over Rodna-bjergene i de østlige Karpater.
Prisloppasset ligger i en højde af 1.416 meter over havet. Den nærmeste by er Borșa.